# Sivas (Tymbaki)
Sivas (griechisch Σίβας (m. sg.)) ist ein Ort und Sitz der gleichnamigen Kinotita im Süden der griechischen Insel Kreta am westlichen Ausläufer des Asterousia-Gebirges und gehört zum Gemeindebezirk Tymbaki (Provinz Pirgiotissa) in der Gemeinde Festos.

## Benennung

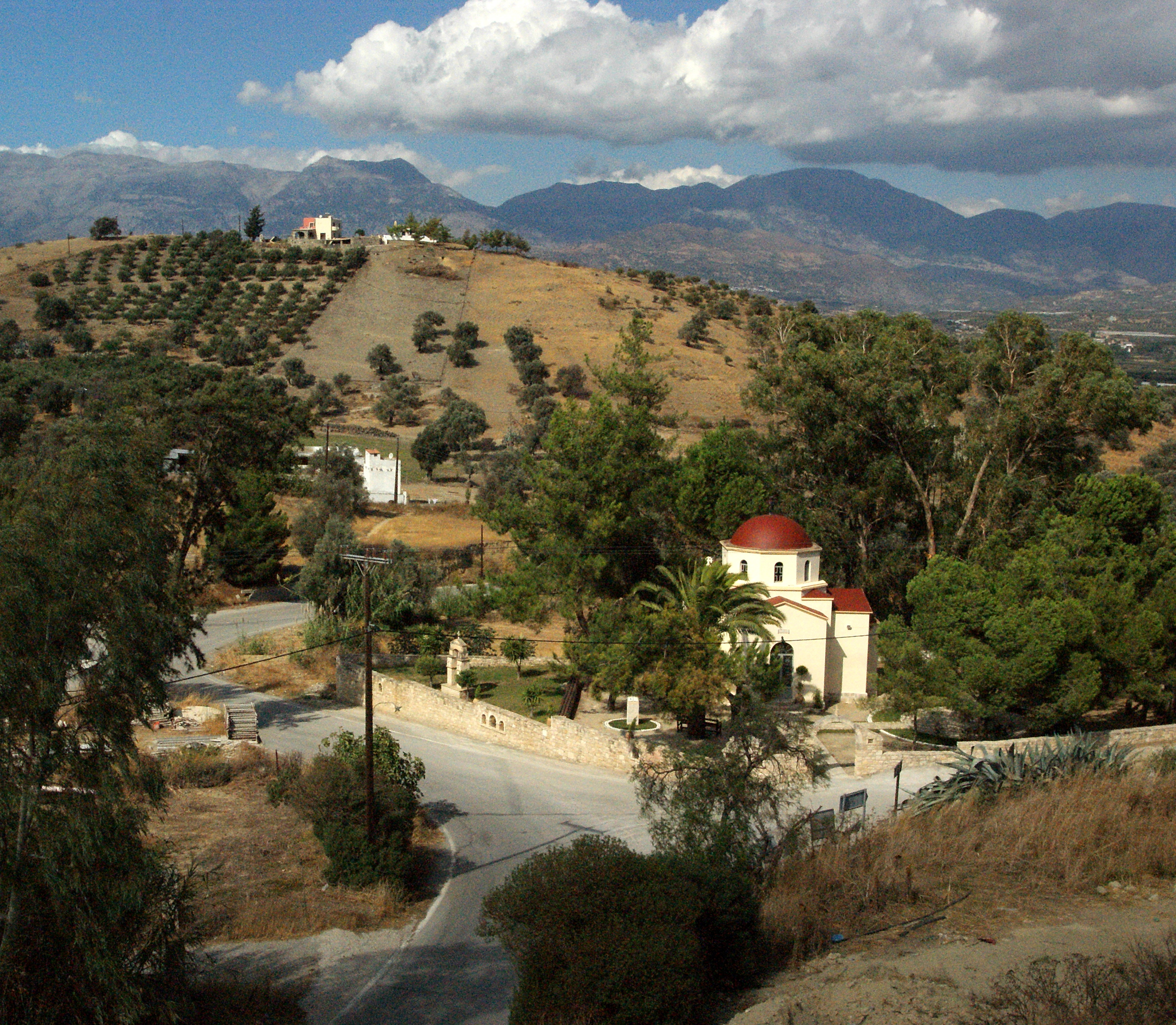
Kirche am Ortsrand von Sivas

Zur türkischen Zeit wurde der Ort Cevahir (türk. Cevahir = Diamant, griechische Form: Τζοβαέρη) genannt. Später setzte sich der Name Siva durch. Um die Herkunft dieses Namens gab es viele Spekulationen, so soll er sich von der ägyptischen Oase Siwa, wo sich das berühmte Orakel des Ammon befand, oder von Silva, dem lateinischen Wort für Wald, ableiten. Sogar der indische Gott Shiva wird als Namensgeber angeführt. Die wahrscheinlichste Erklärung leitet das Wort aus dem Arabischen Siva her, was Quelle bedeutet.
In neuerer Zeit wurde der ursprünglich weibliche Ortsnamen in das männliche Sivas umgewandelt, um einer Verwechselung mit dem gleichnamigen Ort Siva, der ebenfalls in dem Regionalbezirk Iraklio liegt, zu vermeiden.

## Sehenswertes
Am Dorfplatz befindet sich die Kirche des Hl. Johannes dem Täufer, es gibt außerdem Kapellen, die dem heiligen Nikolaus, der heiligen Marina, dem heiligen Spyridon, dem Propheten Elias und dem heiligen George geweiht sind. Südlich von Sivas kann man das Kloster Odigitrias und einen minoischen Friedhof besichtigen. In der Nähe befinden sich auch die Schlucht von Martsalos und die Schlucht Agiofarango.

## Söhne und Töchter des Ortes
- Antonios Messaritakis tu Nikolau
- Heiliger Johannes der Fremde (Ai Kir-Giannis o Xenos)
- Ioannis Skoutis (Stefanakis)
- Themos Kornaros